# Cryptomys ochraceocinereus
Cryptomys ochraceocinereus је врста глодара из породице пешчарских слепих кучића (Bathyergidae).

## Распрострањење
Ареал врсте покрива средњи број држава. 
Врста има станиште у Судану, ДР Конгу, Централноафричкој Републици и Уганди. Присуство је непотврђено у Камеруну.

## Станиште
Станишта врсте су планине и саване.

## Угроженост
Ова врста је наведена као последња брига, јер има широко распрострањење и честа је врста.